# Hocine Soltani
Hocine Soltani (en árabe:حسين سلطاني) (Thenia, Argelia, 27 de diciembre de 1972 - Marsella, Francia, marzo de 2002) fue un deportista olímpico argelino que compitió en boxeo, en la categoría de peso ligero y que consiguió la medalla de bronce en los Juegos Olímpicos de Barcelona 1992 y oro en Atlanta 1996.

## Fallecimiento
A la edad de 29 años, en marzo de 2002 desapareció, y fue encontrado muerto en septiembre de 2004.

## Palmarés internacional
| Juegos Olímpicos | Juegos Olímpicos         | Juegos Olímpicos  | Juegos Olímpicos |
| Año              | Lugar                    | Medalla           | Prueba           |
| ---------------- | ------------------------ | ----------------- | ---------------- |
| 1992             | Barcelona (España)       | Medalla de bronce | Peso ligero      |
| 1996             | Atlanta (Estados Unidos) | Medalla de oro    | Peso ligero      |